# 圣约翰斯 (萨巴)
圣约翰斯（Saint Johns或St. Johns）是荷兰加勒比區萨巴島上最小的村落，介于博托姆和温沃塞德之间。圣约翰斯有包括圣心学校及萨巴综合学校。圣心学校有一个附属的教堂，由Janssen神父主持。